# Діонісіо Мехія
Діонісіо Мехія Вієйра (ісп. Dionisio Mejía Vieyra, 6 січня 1907, Мехіко, Мексика — 17 липня 1963) — мексиканський футболіст, що грав на позиції нападника за клуб «Атланте», а також національну збірну Мексики.

## Клубна кар'єра
У дорослому футболі дебютував 1929 року виступами за команду клубу «Атланте», кольори якої і захищав протягом усієї своєї кар'єри гравця, що тривала п'ять років. 
Помер 17 липня 1963 року на 57-му році життя.
| Дата            | Місто      | Господарі | Результат | Гості   | Турнір                       | Голи | Примітки |
| --------------- | ---------- | --------- | --------- | ------- | ---------------------------- | ---- | -------- |
| 13 липня 1930   | Монтевідео | Франція   | 4 – 1     | Мексика | ЧС 1930 - 1-й етап           | -    |          |
| 4 березня 1934  | Мехіко     | Мексика   | 3 – 2     | Куба    | ЧС 1934 - відбірковий турнір | 3    |          |
| 11 березня 1934 | Мехіко     | Мексика   | 5 – 0     | Куба    | ЧС 1934 - відбірковий турнір | 3    |          |
| 24 травня 1934  | Рим        | США       | 4 – 2     | Мексика | ЧС 1934 - відбірковий турнір | 1    |          |
| Усього          |            | Матчів    | 4         |         | Голів                        | 7    |          |